# Chironomus zealandicus
Chironomus zealandicus är en tvåvingeart som beskrevs av Hudson 1892. Chironomus zealandicus ingår i släktet Chironomus och familjen fjädermyggor. Inga underarter finns listade i Catalogue of Life.